# 京都府立丹波支援学校亀岡分校
京都府立丹波支援学校亀岡分校（きょうとふりつ たんばしえんがっこう かめおかぶんこう）は、京都府亀岡市にある府立特別支援学校。
重症心身障害児施設花ノ木医療福祉センターに入所する児童生徒を教育対象としている。

## 所在地
- 京都府亀岡市千代川町湯井巽筋38

JR西日本嵯峨野線 （山陰本線） 並河駅 から徒歩約20分
京都縦貫自動車道 大井インターチェンジ から車で約5分

## 設置学部
- 小学部
- 中学部
- 高等部分教室

## 歴史
- 1976年（昭和51年）5月 - 亀岡市立亀岡小学校に重度障害児学級として開設。
- 1981年（昭和56年）4月1日 - 京都府立丹波養護学校亀岡分校として開校。
- 1985年（昭和60年）4月1日 - 高等部分教室を設置。
- 2011年（平成23年）4月1日 - 学校名を「京都府立丹波支援学校亀岡分校」に変更。